# Municipio de Salem (condado de Cass)
El municipio de Salem (en inglés: Salem Township) es un municipio ubicado en el condado de Cass en el estado estadounidense de Minnesota. En el año 2010 tenía una población de 95 habitantes y una densidad poblacional de 1,01 personas por km².

## Geografía
El municipio de Salem se encuentra ubicado en las coordenadas 47°12′27″N 93°59′46″O / 47.20750, -93.99611. Según la Oficina del Censo de los Estados Unidos, el municipio tiene una superficie total de 94.25 km², de la cual 90,92 km² corresponden a tierra firme y (3,53 %) 3,32 km² es agua.

## Demografía
Según el censo de 2010, había 95 personas residiendo en el municipio de Salem. La densidad de población era de 1,01 hab./km². De los 95 habitantes, el municipio de Salem estaba compuesto por el 91,58 % blancos, el 1,05 % eran amerindios y el 7,37 % eran de una mezcla de razas. Del total de la población el 0 % eran hispanos o latinos de cualquier raza.